# Траттниг, Маттиас
Маттиас Траттниг (нем. Matthias Trattnig; род. 22 апреля 1979) — австрийский хоккеист, защитник. В настоящее время является игроком зальцбургского «Ред Булла», выступающего в австрийской лиге ЕБЕЛ и сборной Австрии.

## Карьера

### Клубная
Воспитанник школы ХК «Грац». Выступал не только за команду из этого города, но и за любительскую команду из США «Университет Мэна», шведский «Юргорден», немецкий «Кассель Хаскис», американскую команду АХЛ «Сиракьюз Кранч». Сейчас играет в «Ред Булл» (Зальцбург).

### В сборной
В составе сборной Австрии сыграл на Олимпиаде 2002 года. С 1999 года не пропускает ни один чемпионат мира с участием сборной.

## Титулы
- Чемпион Австрии (2007, 2008, 2010, 2011)
- Серебряный призёр Австрийской хоккейной лиги (2009)
- Победитель Континентального кубка (2010)
- Финалист Континентального кубка (2011).